# Санкті-Спіритус (провінція)
Санкті-Спіритус (ісп. Provincia de Sancti Spíritus) — провінція Куби з центром у місті Санкті-Спіритус. Розташована в центральній частині острова. Межує з Атлантичним океаном на півночі, провінціями Вілья-Клара та Сьєнфуегос на заході, Сьєго-де-Авіла на сході і з Карибським морем на півдні.

## Географія
Західна частина провінції покрита горами, але Карибське узбережжя являє собою заболочену рівнину, покриту мангровим лісом. На північному узбережжі залишилася незаймана природа; тут знаходиться національний парк Кагуанес. В провінції Санкті-Спіритус розташоване найбільше водосховище на Кубі, Саса на однойменній річці.

## Історія
Провінція з XVI століття контролювалася іспанцями, які в 1660-і роки зуміли відбити атаки голландських і британських піратів. ЗФ 1660 по 1680 рік пірати з Ямайки і Тортуги постійно погрожували південному узбережжю провінції і двічі зуміли взяти та розорити Тринідад.
Раніше разом з провінціями Сьєнфуегос та Вілья-Клара Санкті-Спіритус входила до складу розформованої провінції Санта-Клара.

## Муніципалітети

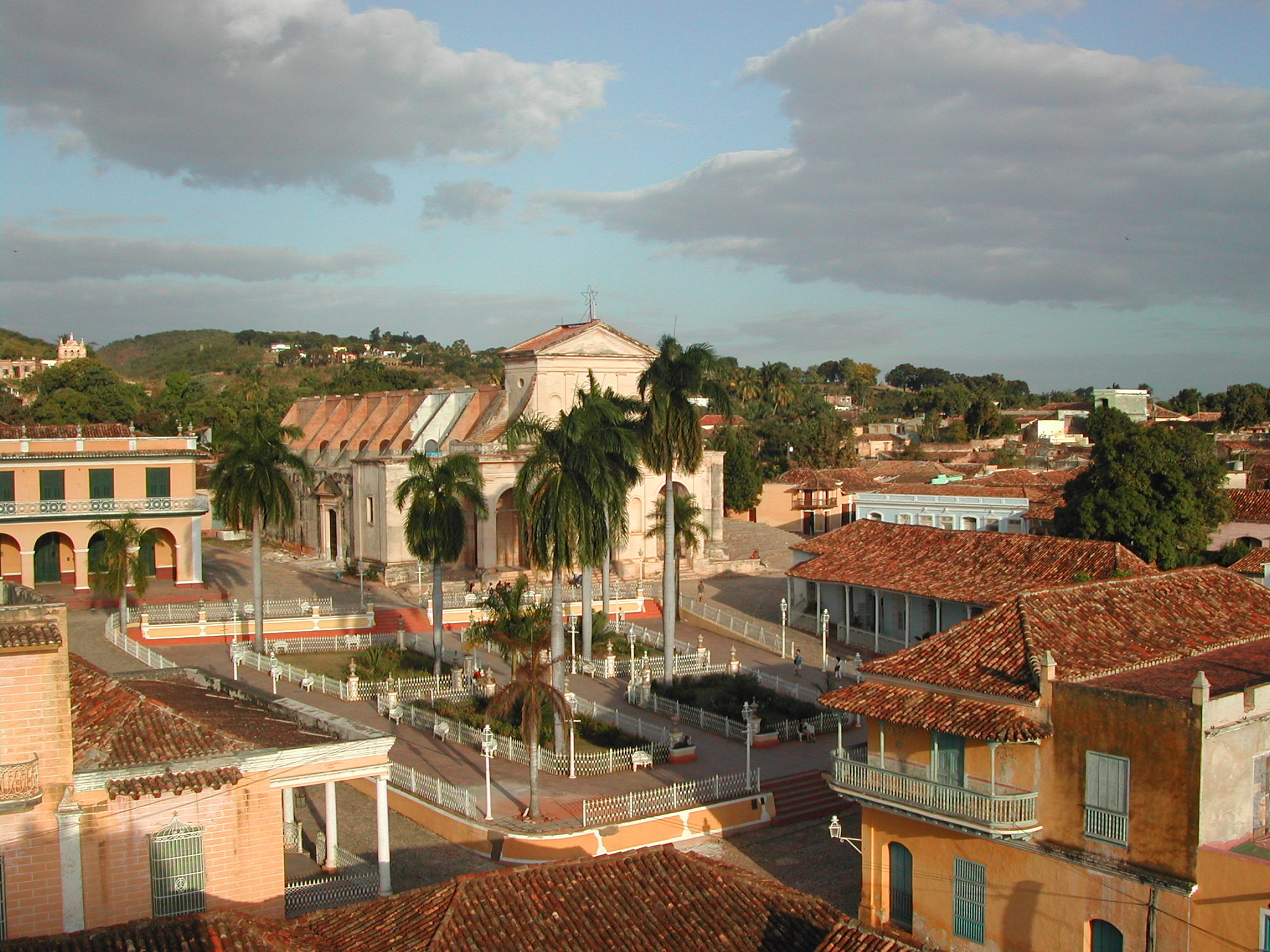
Тринідад

| Муніципалітет   | Населення (2004) | Площа (км²) | Розташування                                                          | Примітки          |
| --------------- | ---------------- | ----------- | --------------------------------------------------------------------- | ----------------- |
| Кабайгуан       | 67 224           | 597         | 22°05′2″ пн. ш. 79°29′43″ зх. д. / 22.08389° пн. ш. 79.49528° зх. д.  |                   |
| Фоменто         | 33 528           | 471         | 22°06′19″ пн. ш. 79°43′12″ зх. д. / 22.10528° пн. ш. 79.72000° зх. д. |                   |
| Ятібоніко       | 42 708           | 765         | 21°56′47″ пн. ш. 79°10′3″ зх. д. / 21.94639° пн. ш. 79.16750° зх. д.  |                   |
| Ла-Сієрпе       | 16 937           | 1 035       | 21°45′39″ пн. ш. 79°14′36″ зх. д. / 21.76083° пн. ш. 79.24333° зх. д. |                   |
| Санкті-Спіритус | 133 843          | 1 151       | 21°56′3″ пн. ш. 79°26′37″ зх. д. / 21.93417° пн. ш. 79.44361° зх. д.  | Столиця провінції |
| Тагуаско        | 36 365           | 518         | 22°00′19″ пн. ш. 79°15′54″ зх. д. / 22.00528° пн. ш. 79.26500° зх. д. |                   |
| Тринідад        | 73 466           | 1 155       | 21°48′16″ пн. ш. 79°58′58″ зх. д. / 21.80444° пн. ш. 79.98278° зх. д. |                   |
| Ягуаяй          | 58 938           | 1 032       | 22°19′50″ пн. ш. 79°14′13″ зх. д. / 22.33056° пн. ш. 79.23694° зх. д. |                   |

Джерело: перепис населення 2004 року. Площа від муніципального перерозподілу 1976 року.

## Демографія
У 2004 році, населення провінції Санкті-Спіритус становило 463,009 чоловік. З загальною площею 6,736.51 км², щільність населення 68.7 чол./км².

## Релігія
- Санта-Кларська діоцезія Католицької церкви.
- Сьєнфуегоська діоцезія Католицької церкви.

## Економіка
Економіка провінції заснована на сільському господарстві. Основні вирощувані культури — цукрова тростина, рис і тютюн. Поширене також тваринництво. Істотну роль в економіці провінції відіграє туризм. Місто Тринідад включене до списку Світової спадщини ЮНЕСКО.